# Almagro (Madrid)
Almagro es un barrio perteneciente al distrito de Chamberí de Madrid. Está limitado por las calles Santa Engracia al oeste, José Abascal al norte, el paseo de la Castellana al este y Génova al sur.

## Transportes

### Cercanías Madrid
A pesar de que ambos túneles Atocha-Chamartín circulan bajo el barrio, ninguna estación le da servicio. Las más cercanas son Sol (C-3 y C-4, barrio de Sol, distrito Centro) a la que se puede llegar de forma directa mediante las líneas 1 de metro, Recoletos (C-2, C-7, C-8 y C-10, barrio de Almagro) al que se puede llegar mediante la línea 4 de metro y la línea 21 de la EMT, Nuevos Ministerios (C-2, C-3, C-4, C-7, C-8 y C-10, barrio de Ríos Rosas) a la que se puede llegar mediante la línea 10 de metro y la línea 7 de la EMT, y Príncipe Pío (C-7 y C-10, barrio de Palacio, distrito Centro) a la que se puede llegar fácilmente mediante la línea 10.
Esta pendiente la construcción de una estación de cercanías bajo la plaza de Alonso Martínez, sirviendo de parada entre Nuevos Ministerios y Sol.

### Metro de Madrid
Las líneas 1, 4, 5, 7 y 10 tienen paradas dentro del barrio:
- La línea 1 recorre la calle de Santa Engracia y tiene parada en las estación de Iglesia.
- La línea 4 recorre la calle Génova y tiene parada en Alonso Martínez, Colón y Serrano.
- La línea 5 circula bajo las calles Almagro y Juan Bravo deteniéndose en Alonso Martínez y Rubén Darío.
- La línea 7 circula bajo José Abascal con las estaciones Alonso Cano y Gregorio Marañón.
- La línea 10 da servicio a las estaciones de Gregorio Marañón y Alonso Martínez.

### Autobuses
Dentro de la red de la Empresa Municipal de Transportes de Madrid, las siguientes líneas prestan servicio:
| Línea | Terminales                          |
| ----- | ----------------------------------- |
| 3     | Puerta de Toledo – San Amaro        |
| 5     | Sol-Sevilla – Estación de Chamartín |
| 7     | Alonso Martínez – Manoteras         |
| 12    | Cristo Rey – Pº Marqués de Zafra    |
| 14    | Conde de Casal – Pío XII            |
| 16    | Moncloa – Pío XII                   |
| 21    | Pº Pintor Rosales – Bº El Salvador  |
| 27    | Embajadores – Plaza de Castilla     |
| 37    | Cuatro Caminos – Puente de Vallecas |
| 40    | Tribunal – Alfonso XIII             |
| 45    | Legazpi – Reina Victoria            |
| 61    | Moncloa – Narváez                   |
| 147   | Callao – Barrio del Pilar           |
| 149   | Tribunal – Plaza de Castilla        |
| 150   | Sol-Sevilla – Virgen del Cortijo    |
| N1    | Cibeles – Sanchinarro               |
| N22   | Cibeles – Barrio de La Paz          |
| N23   | Cibeles – Montecarmelo              |
| N24   | Cibeles – Las Tablas                |
| N25   | Alonso Martínez – Villa de Vallecas |
| N26   | Alonso Martínez – Aluche            |